# Nekrolog 1360
Nekrolog
◄◄
| ◄
| 1356
| 1357
| 1358
| 1359
| 1360 | 1361 | 1362 | 1363 | 1364 | ► | ►►
Weitere Ereignisse | Allgemeiner Nekrolog 1360
Die Beschreibung der verstorbenen Person sollte so kurz wie möglich gehalten sein und nur deren signifikante Tätigkeit(en) enthalten.
Neue Namen ggf. auch unter dem Geburts- und Sterbedatum, also etwa unter 1. Januar und im Geburts- und Sterbejahr (2024) eintragen (nur bei entsprechender großer Wichtigkeit). Für Beispiele siehe die schon vorhandenen Artikel.
Außerdem über die fünf zuletzt Verstorbenen, zu denen es einen ausreichend guten Artikel für eine Präsentation auf der Hauptseite gibt, nach der todesbedingten Überarbeitung der Artikel ggf. auch unter Wikipedia Diskussion:Hauptseite informieren und sie am besten auch in den anderen Wikipedia-Sprachversionen eintragen. Tipp: Regelmäßig bei news.google.de nach „ist tot“, „gestorben“ oder „verstorben“ suchen.
Wenn eine Person gestorben ist, gibt es viele Seiten zu dieser Person in der Wikipedia, die davon auch betroffen sind und entsprechend aktualisiert werden müssen. Beispiele: Namenübersichtsseite, Geburtsjahr, Geburtsort-Seiten und viele mehr.
Wie finde ich die betroffenen Seiten?
Im Suchfeld auf der linken Seite gibt man den Suchbegriff so ein: „Vorname Nachname“. Dann klickt man auf Volltext und alle Seiten mit entsprechendem Suchtext werden aufgerufen. Hier sieht man dann schnell, wo auch das Todesjahr Sinn macht oder sogar ein Teil des Artikels angepasst werden muss. Auch hilft das „Werkzeug“ auf der linken Seite sehr gut, um solche Seiten aufzufinden: „Links auf diese Seite“. Somit ist die Wikipedia wieder aktuell in allen Bereichen! Hinweis: bei Eintragung der Kategorie „Gestorben JAHR“ wird der Missbrauchsfilter 49 ausgelöst, was jedoch nicht schlimm ist. Siehe: Spezial:Missbrauchsfilter/49
Dies ist eine Liste von im Jahr 1360 verstorbenen bekannten Persönlichkeiten. Die Einträge erfolgen innerhalb der einzelnen Daten alphabetisch sortiert. Tiere sind im Nekrolog für Tiere zu finden.

## Januar
| Tag        | Name             | Beruf, bekannt als                               | Alter | Beleg |
| ---------- | ---------------- | ------------------------------------------------ | ----- | ----- |
| 18. Januar | Luigi I. Gonzaga | Stadtherr und Reichsvikar von Mantua (1328–1360) |       |       |

## Februar
| Tag         | Name                             | Beruf, bekannt als             | Alter | Beleg |
| ----------- | -------------------------------- | ------------------------------ | ----- | ----- |
| 26. Februar | Roger Mortimer, 2. Earl of March | englischer Peer und Heerführer | 31    |       |

## Mai
| Tag     | Name    | Beruf, bekannt als               | Alter | Beleg |
| ------- | ------- | -------------------------------- | ----- | ----- |
| 18. Mai | Gerhard | Graf von Jülich-Berg (1348–1360) |       |       |

## August
| Tag        | Name                | Beruf, bekannt als                                         | Alter | Beleg |
| ---------- | ------------------- | ---------------------------------------------------------- | ----- | ----- |
| 17. August | Konrad von Hainburg | Prior der Kartause Gaming, Verfasser geistlicher Literatur |       |       |

## September
| Tag           | Name                                     | Beruf, bekannt als                                                       | Alter | Beleg |
| ------------- | ---------------------------------------- | ------------------------------------------------------------------------ | ----- | ----- |
| 16. September | William de Bohun, 1. Earl of Northampton | englischer Magnat, Militär und Diplomat                                  |       |       |
| 17. September | Rudolf Brun                              | Bürgermeister von Zürich                                                 |       |       |
| 29. September | Johanna I.                               | Gräfin von Auvergne und Boulogne und durch Heirat Königin von Frankreich | 34    |       |

## Oktober
| Tag         | Name           | Beruf, bekannt als         | Alter | Beleg |
| ----------- | -------------- | -------------------------- | ----- | ----- |
| 16. Oktober | Leo von Admont | salzburgischer Geistlicher |       |       |

## November
| Tag         | Name               | Beruf, bekannt als | Alter | Beleg |
| ----------- | ------------------ | ------------------ | ----- | ----- |
| 4. November | Elizabeth de Clare | englische Adlige   | 65    |       |

## Dezember
| Tag          | Name                            | Beruf, bekannt als                                                  | Alter | Beleg |
| ------------ | ------------------------------- | ------------------------------------------------------------------- | ----- | ----- |
| 16. Dezember | Richard FitzRalph               | irischer Theologe, Erzbischof von Armagh                            |       |       |
| 26. Dezember | Thomas Holland, 1. Earl of Kent | englischer Adliger und Militärkommandeur des Hundertjährigen Kriegs | 46    |       |

## Datum unbekannt
| Tag | Name                       | Beruf, bekannt als                                      | Alter | Beleg |
| --- | -------------------------- | ------------------------------------------------------- | ----- | ----- |
|     | Arnd von Arnheym           | Bergmeister und Techniker                               |       |       |
|     | David IX.                  | König von Georgien                                      |       |       |
|     | Dietrich von Wittingen     | Domherr zu Dorpat und Lübeck                            |       |       |
|     | Erich I.                   | Herzog von Sachsen-Lauenburg                            |       |       |
|     | Rudolf von Erlach          | Berner Ritter                                           |       |       |
|     | Friedrich von Bieberstein  | böhmischer Freiherr, Vertrauter von Kaiser Karl IV.     |       |       |
|     | Friedrich von Kreisbach    | niederösterreichischer Ritter und Abenteurer            |       |       |
|     | Guido IV.                  | Graf von Saint-Pol                                      |       |       |
|     | Isabella von Brienne       | Gräfin von Brienne und Lecce, Titularherzogin von Athen |       |       |
|     | Ismail II.                 | Emir von Granada (1359–1360)                            |       |       |
|     | Katharina von Frankenstein | Äbtissin im Stift Freckenhorst                          |       |       |
|     | Wilhelm I.                 | Fürst von Braunschweig-Grubenhagen                      |       |       |